# Laura Dankelman
Laura Dankelman (Den Haag, 12 oktober 2003) is een voetbalspeelster uit Nederland. Ze speelde van 2021 tot 2024 als verdediger voor ADO Den Haag.

## Clubcarrière
In haar jeugd woonde Laura Dankelman periodes in Jemen, het Canadese Toronto en het Malinese Bamako. In laatstgenoemde begon Dankelman met voetballen.
In 2011 keerde Dankelman terug in haar geboortestad Den Haag waar ze voor SC REMO ging voetballen. Na drie seizoenen ging ze voor SV Die Haghe voetballen totdat ze meedeed aan de selectiedagen van ADO Den Haag. Dankelman werd verkozen om toe te treden tot de jeugdopleiding van ADO Den Haag.
Dankelman mocht haar eerste contract voor ADO Den Haag tekenen op 21 september 2022. Op 10 december 2021 maakte Dankelman haar debuut voor ADO Den Haag door in te vallen voor Kayra Nelemans in de Vrouwen Eredivisie in een met 4-2  gewonnen thuiswedstrijd tegen Excelsior.
ADO Den Haag maakte op 13 mei 2024 bekend dat Dankelman samen met acht andere speelsters ging vertrekken bij de club uit de Hofstad.

## Statistieken
| Seizoen | Club         | Land      | Competitie         | Wedstrijden | Doelpunten |
| ------- | ------------ | --------- | ------------------ | ----------- | ---------- |
| 2021/22 | ADO Den Haag | Nederland | Vrouwen Eredivisie | 2           | 0          |
| 2022/23 | ADO Den Haag | Nederland | Vrouwen Eredivisie | 2           | 0          |
| 2023/24 | ADO Den Haag | Nederland | Vrouwen Eredivisie | 6           | 0          |
| Totaal  | Totaal       | Totaal    | Totaal             | 10          | 0          |

Laatste update: 6 november 2024